# Eduardo Borrero
Eduardo Borrero (Barranquilla, Colombia; 5 de enero de 1964) es un exfutbolista y entrenador colombo-venezolano. Es egresado de la Escuela Nacional de Entrenadores Deportivos de Venezuela. Su posición era la de portero.

## Biografía
A mediados de los años 1960, y con solo dos años, emigró con sus padres de su natal Barranquilla rumbo a Venezuela, en donde se formaría como futbolista y posteriormente como entrenador.
Su trayectoria como futbolista inició, a comienzos de los años 70, en la Selección Juvenil del Estado Mérida. Ocupó el puesto de guardameta del Estudiantes de Mérida y de la Universidad de Los Andes, y en 1982 se abrió paso en dicho club como preparador físico. En 1995 pasaría al Estudiantes de Mérida.
Se estrenó como director técnico de la Universidad de Los Andes en 1989, para al año siguiente volver a Estudiantes de Mérida. En 1993 entrenaría a Mineros de Guayana, y luego de clasificarlos a la Copa Libertadores en 1995, al año siguiente se convierte en técnico de la selección de fútbol de Venezuela entre los años 1996 y 1997, en este último la Copa América celebrada en Bolivia y donde quedó último en el grupo con tres derrotas ante el anfitrión (1-0) Uruguay (2-0) y Perú (2-0).
En 1996 también dirige a la selección olímpica de Venezuela, consiguiendo para ese entonces la mejor gesta de su historia futbolística: derrotó a Ecuador (5-2) y a Colombia (1-0) y avanzó a la ronda final del Torneo Preolímpico (categoría Sub-23), junto con Argentina, Brasil y Uruguay.
El 24 de marzo de 2019 fue secuestrado en la ciudad de El Vigía, siendo liberado al día siguiente

## Clubes

### Como preparador físico
| Club   | País      | Año       |
| ------ | --------- | --------- |
| ULA FC | Venezuela | 1982-1988 |

### Como entrenador
| Club                  | País      | Año       |
| --------------------- | --------- | --------- |
| ULA FC                | Venezuela | 1989      |
| Estudiantes de Mérida | Venezuela | 1990      |
| Mineros de Guayana    | Venezuela | 1993-1995 |
| Selección Olímpica    | Venezuela | 1996      |
| Selección absoluta    | Venezuela | 1996-1997 |
| Monagas SC            | Venezuela | 2001-2002 |
| Monagas SC            | Venezuela | 2005-2006 |
| Llaneros de Guanare   | Venezuela |           |
| Monagas SC            | Venezuela | 2012      |
| Atlético El Vigía     | Venezuela | 2019-2023 |